# 化度寺
化度寺（けとじ）は、中国唐代の都、長安城内にあった仏教寺院であり、三階教ゆかりの寺として知られている。
その故地は、長安城においては、右街第5街第3坊の義寧坊に在った。義寧坊は、北は開遠門街、街路を間にして普寧坊と相い対しており、南は居徳坊、東は金城坊と接しており、西側は城壁に沿っていた。

## 歴史
旧寺名は、真寂寺であり、開皇3年（583年）に、隋都大興城（長安）の新都大監にも任じられていた高熲が、自らの旧宅を喜捨して建立したのに始まる。寺が造営されると、慧崇や道彦という名僧を寺に招いたが、中でも、三階教の開祖として知られる信行禅師を相州から招き、別に禅院を建立した、とされるのが、注目される。ここに言う「禅院」が、当時の各宗の僧徒が集住する寺院にあっては特異な形態であった「三階院」である。
隋の開皇年間に、無尽蔵と呼ばれる三階教独自の活動によって教線を伸ばし、「三階五寺」と称される光明寺・慧日寺・慈門寺・弘善寺と共に、三階教の本山的地位を占めるようになった。名の知られた僧として、僧邕・慧如・慧了・曇遂・曇良らが知られる。開皇20年（600年）には、邪教との判定を受け、弾圧を被った。
化度寺と改名されたのは、唐建国後の武徳2年（619年）のことである。住僧として、信義・転明・智昇らが知られる。武則天の治世には、一時、三階教の中心が、洛陽城内の大福先寺に移ったが、まもなく化度寺に復した。その後、開元9年（721年）4月に、再び正教に非ずとして、無尽蔵院が禁止されたが、化度寺は存続した。
会昌の廃仏では廃毀されたが、会昌6年（846年）の復仏時には、復興を認められ、崇福寺と改名された。崇福寺は、円珍が訪れた寺である。